# Stazione meteorologica di Montepulciano
La stazione meteorologica di Montepulciano è la stazione meteorologica di riferimento relativa alla località di Montepulciano.

## Coordinate geografiche
La stazione meteo si trova nell'Italia centrale, in Toscana, in provincia di Siena, nel comune di Montepulciano, a 605 metri s.l.m. e alle coordinate geografiche 43°05′N 11°47′E.

## Dati climatologici 1961-1990
In base alla media trentennale di riferimento (1961-1990), la temperatura media del mese più freddo, gennaio, è di +4,4 °C; quella del mese più caldo, luglio, si attesta a +23,6 °C .
Le precipitazioni medie annue nel medesimo trentennio si attestano a 703,6 mm, con moderato picco in autunno e distribuzione relativamente costante nelle altre tre stagioni con minimo relativo in estate.
| MONTEPULCIANO       | Mesi | Mesi | Mesi | Mesi | Mesi | Mesi | Mesi | Mesi | Mesi | Mesi | Mesi | Mesi | Stagioni | Stagioni | Stagioni | Stagioni | Anno  |
| MONTEPULCIANO       | Gen  | Feb  | Mar  | Apr  | Mag  | Giu  | Lug  | Ago  | Set  | Ott  | Nov  | Dic  | Inv      | Pri      | Est      | Aut      | Anno  |
| ------------------- | ---- | ---- | ---- | ---- | ---- | ---- | ---- | ---- | ---- | ---- | ---- | ---- | -------- | -------- | -------- | -------- | ----- |
| T. max. media (°C)  | 7,4  | 8,7  | 12,3 | 17,2 | 22,2 | 26,3 | 29,8 | 29,7 | 25,2 | 18,7 | 12,6 | 9,1  | 8,4      | 17,2     | 28,6     | 18,8     | 18,3  |
| T. min. media (°C)  | 1,4  | 1,9  | 4,2  | 7,2  | 11,1 | 14,8 | 17,4 | 17,4 | 14,7 | 10,4 | 6,3  | 3,3  | 2,2      | 7,5      | 16,5     | 10,5     | 9,2   |
| Precipitazioni (mm) | 48,9 | 56,8 | 53,1 | 55,0 | 58,9 | 51,8 | 30,3 | 45,3 | 63,5 | 81,9 | 93,7 | 64,4 | 170,1    | 167,0    | 127,4    | 239,1    | 703,6 |